# Hylaeus extensicornis
Hylaeus extensicornis är en biart som beskrevs av Cockerell 1936. Hylaeus extensicornis ingår i släktet citronbin, och familjen korttungebin. Inga underarter finns listade i Catalogue of Life.